# Elmārs
Elmārs est un prénom masculin letton pouvant désigner:

## Prénom
- Elmārs Bauris (lv) (1918-2019), joueur letton de hockey sur glace
- Elmārs Blūms (lv) (né en 1936), docteur et physique letton
- Elmārs Graudiņš (lv) (1934-1990), administrateur letton de Madona
- Elmārs Grēns (lv) (né en 1935), biologiste moléculaire letton
- Elmārs Rubīns (né en 1944), rameur soviétique
- Elmārs Seņkovs (lv) (né en 1984), metteur en scène letton
- Elmārs Zemgalis (1923-2014), professeur letton-américain